# Michael Troy
Michael ("Mike") Francis Troy (Indianapolis, 3 de outubro de 1940 - Arizona, 3 de agosto de 2019) foi um ex-nadador dos Estados Unidos. Ganhador de duas medalhas de ouro nos Jogos Olímpicos de Roma em 1960.
Foi recordista mundial dos 200 metros borboleta entre 1959 e 1961.
Morreu no dia 3 de agosto de 2019 aos 78 anos.